# De Sitter (månekrater)
De Sitter er et nedslagskrater på Månen. Det befinder sig nær den nordlige rand på Månens forside. På grund af dets placering ses De Sitter i perspektivisk forkortning fra Jorden, og det modtager sollys i en meget lille vinkel, når det er på Månens belyste side. Krateret er opkaldt efter den hollandske astronom Willem De Sitter (1872 – 1934).
Navnet blev officielt tildelt af den Internationale Astronomiske Union (IAU) i 1964. 

## Omgivelser
De Sitterkrateret ligger nord for kraterparret Baillaud-Euctemon.

## Karakteristika
Krateret er en del af en usædvanlig samling af tre kratere, hvor De Sitter ligger over den nordøstlige rand af "De Sitter L" og den sydlige rand af "De Sitter M". Alle tre kratere er af nogenlunde samme størrelse, omend det største er "De Sitter M". Hvor De Sitter ligger over de to andre kratere, er dets ydre rand skredet ned. Randen er derfor skarpere langs den øst-sydøstlige side, hvor "De Sitter G", som er en lille formation af to sammensmeltede kratere, ligger op til randen.
Kraterbunden er noget irregulær og bakket, med en lav central top nær kratermidten. Der er adskillige små og ganske små kratere på bunden. Desuden er der riller nær den indre væg, muligvis af vulkansk oprindelse.

## Satellitkratere
De kratere, som kaldes satellitter, er små kratere beliggende i eller nær hovedkrateret. Deres dannelse er sædvanligvis sket uafhængigt af dette, men de får samme navn som hovedkrateret med tilføjelse af et stort bogstav. På kort over Månen er det en konvention at identificere dem ved at placere dette bogstav på den side af satellitkraterets midte, som ligger nærmest hovedkrateret. De Sitterkrateret har følgende satellitkratere:
| De Sitter | Længde  | Bredde  | Diameter |
| --------- | ------- | ------- | -------- |
| A         | 80,2° N | 26,6° Ø | 36 km    |
| F         | 80,2° N | 51,0° Ø | 22 km    |
| G         | 78,9° N | 42,7° Ø | 9 km     |
| L         | 78,8° N | 34,5° Ø | 69 km    |
| M         | 81,3° N | 38,5° Ø | 81 km    |
| U         | 77,8° N | 46,5° Ø | 37 km    |
| V         | 79,1° N | 56,9° Ø | 17 km    |
| W         | 79,4° N | 54,1° Ø | 40 km    |
| X         | 80,3° N | 55,4° Ø | 9 km     |

## Måneatlas
- De Sitter i Lpi-måneatlasset. Arkiveret 5. december 2015 hos  Wayback Machine